# 吉爾吉斯自治社會主義蘇維埃共和國 (1926年—1936年)
吉尔吉斯自治社会主义苏维埃共和国（俄语：Киргизская АССР）是1926年至1936年期间在俄罗斯苏维埃联邦社会主义共和国的一个自治共和国。
吉尔吉斯自治社会主义苏维埃共和国成立于1926年2月11日，是苏治中亚的一个行政区。1936年12月5日，該国成为吉尔吉斯苏维埃社会主义共和国。